# Hotel Monopol
El Hotel Monopol (en polaco: Hotel Monopol we Wrocławiu) en la calle Helena Modrzejewska, de Breslavia (Wrocław), Polonia fue construido en 1892 en lo que entonces era Breslau en Alemania, en el estilo Art Nouveau en el lugar que antes ocupaba el cementerio de la iglesia de Santa Dorotea.
El cementerio se había convertido en una cárcel en 1817. La parcela fue adquirida cerca del final del siglo XX por 600 000 marcos por los judíos de Breslau, el banquero Wallenberg Pachaly y el arquitecto Karl Grosser, que construyeron una casa comercial y un hotel con 69 habitaciones, de ellas 21 individuales, 46 dobles y 2 apartamentos. El tamaño de la habitación iba de 10−36 m² y de acuerdo a los estándares del siglo XIX eran de lujo.